# Ростока (потік)
Ростока (пол. Rostoka, Roztoka) — гірський потік в Україні, у Сколівському районі Львівської області у Галичині. Правий доплив Стрию, (басейн Дністра).

## Опис
Довжина потоку 8 км, найкоротша відстань між витоком і гирлом — 5,75  км, коефіцієнт звивистості потоку — 1,39. Формується багатьма безіменними гірськими струмками. Потік тече у гірському масиві Сколівські Бескиди (зовнішня смуга Українських Карпат).

## Розташування
Бере початок на північно-східних схилах гори Валечнини (1184 м). Тече переважно на південний захід понад горами Бердо (1199 м), Плай (1157 м), Станеща (1158 м), Яблінка (909 м), через село Жупани і впадає в річку Стрий, праву притоку Дністра.

## Цікаві факти
- Село Жупани розташоване у долині Ростоку та Стрия[1].
- У XIX столітті у селі біля гирла потоку існував 1 водяний млин[2].
- Потік протікає через урочище Дужий Ліс[4].